# Lissosculpta irregularis
Lissosculpta irregularis là một loài tò vò trong họ Ichneumonidae.